# Nakhun Yai

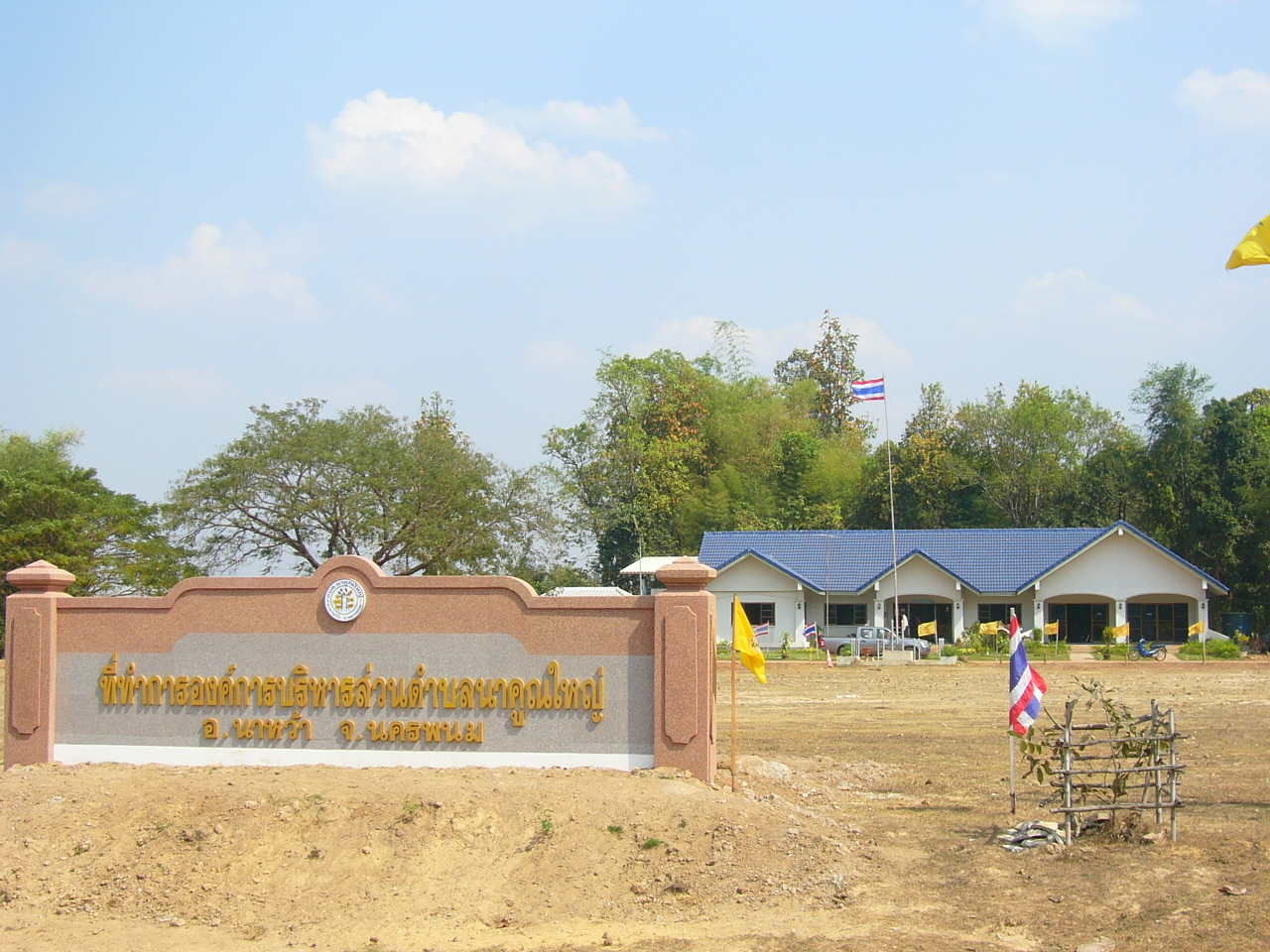
Verwaltungsgebäude Tambon Nakhun Yai

Nakhun Yai (auch: Nakun Yai, Nakoon Yai, thailändisch นาคูณใหญ่) ist eine Kommune (Tambon) in der Nordostregion Thailands (Isan), Provinz (Changwat) Nakhon Phanom, verwaltet vom Bezirksamt Amphoe Na Wa mit etwa 4565 Einwohnern (2005).
Die Kommune liegt etwa 900 km nördlich von Bangkok. Wirtschaftlich ist das Dorf durch die saisonale Landwirtschaft unterdurchschnittlich entwickelt; es herrscht starke Landflucht in die Ballungsräume bzw. in die Touristengebiete.

## Geographie
Benachbarte Tambon sind Phon Suang des Amphoe Si Songkhram im Norden und Osten sowie Na Wa im Süden und Westen.

## Geschichte
Die Kommune wurde am 1. Mai 1978 errichtet, indem fünf Dörfer von Na Wa abgetrennt wurden.

## Verwaltungsgliederung
Tambon Nakhun Yai wird von einer „Tambon Administrative Organization“ (TAO, องค์การบริหารส่วนตำบล – Verwaltungs-Organisationen) verwaltet, die am 13. Februar 1997 eingerichtet wurde.
Sie teilt sich in die folgenden sieben Verwaltungsgebiete (Muban) auf:
| 1. | Ban Muang       | บ้านม่วง     |  |
| 2. | Ban Na Khun Yai | บ้านนาคูณใหญ่ |  |
| 3. | Ban Na Khun Yai | บ้านนาคูณใหญ่ |  |
| 4. | Ban Na Khun Noi | บ้านนาคูณน้อย |  |
| 5. | Ban Hua Ngua    | บ้านหัวงัว    |  |
| 6. | Ban Na Khun Noi | บ้านนาคูณน้อย |  |
| 7. | Ban Muang       | บ้านม่วง     |  |